# Stephen Sales
Stephen Sales (ur. 21 czerwca 1957) – piłkarz z Turks i Caicos grający na pozycji obrońcy, reprezentant Turks i Caicos.

## Kariera reprezentacyjna
Podczas eliminacji do Mistrzostw Świata 2002 Sales wystąpił w dwóch spotkaniach; w pierwszym, reprezentacja Turks i Caicos na wyjeździe podejmowała reprezentację Saint Kitts i Nevis. W 68 minucie meczu, Sales zastąpił Paula Slattery'ego. Mecz przebiegał jednak pod dyktando reprezentantów Saint Kitts i Nevis, którzy gościom strzelili aż osiem bramek (goście nie strzelili żadnego). W meczu rewanżowym, reprezentanci Saint Kitts i Nevis pokonali swoich rywali 6–0, a Sales grał w podstawowej jedenastce. Jak się później okazało, była to jedyna większa impreza, w której Sales miał okazję reprezentować barwy narodowe.